# Praha-Hostivař
Praha-Hostivař – stacja kolejowa w Pradze, w Czechach. Znajdują się tu 2 perony i 5 krawędzi peronowych. Stary budynek znajduje się przy ulicy U Hostivařského nádraží 165/3.
| Praha-Hostivař                                |  |                                           |
| Linia 221 Praha – Benešov u Prahy (10,000 km) |  |                                           |
| Praha-Strašnice zastávkaodległość: 4,000 km   |  | Praha-Horní Měcholupy odległość: 2,000 km |